# Mala Subotica
Mala Subotica är en ort i Kroatien. Den ligger i länet Međimurje, i den nordöstra delen av landet, 80 km nordost om huvudstaden Zagreb. Antalet invånare är 4 500.
Sedan folkräkningen 1953 räknas Benkovec och Jurčevec till Mala Subotica.